# Орехек (Церкно)
Орехек (словен. Orehek, итал. Orecca a Valle) је насељено место у општини Церкно, Горишка регија, Словенија.

## Историја
До територијалне реорганизације у Словенији био је у саставу старе општине Идрија.

## Становништво
У попису становништва из 2011. године, Орехек је имао 72 становника.
| Број становника према пописима | Број становника према пописима | Број становника према пописима |
| ------------------------------ | ------------------------------ | ------------------------------ |
| 1991                           | 2002                           | 2011                           |
| 106                            | 87                             | 72                             |

## Галерија
- засеок Немци
- Орехек на старој разгледници из 1927.